# Ngựa Đại Uyên

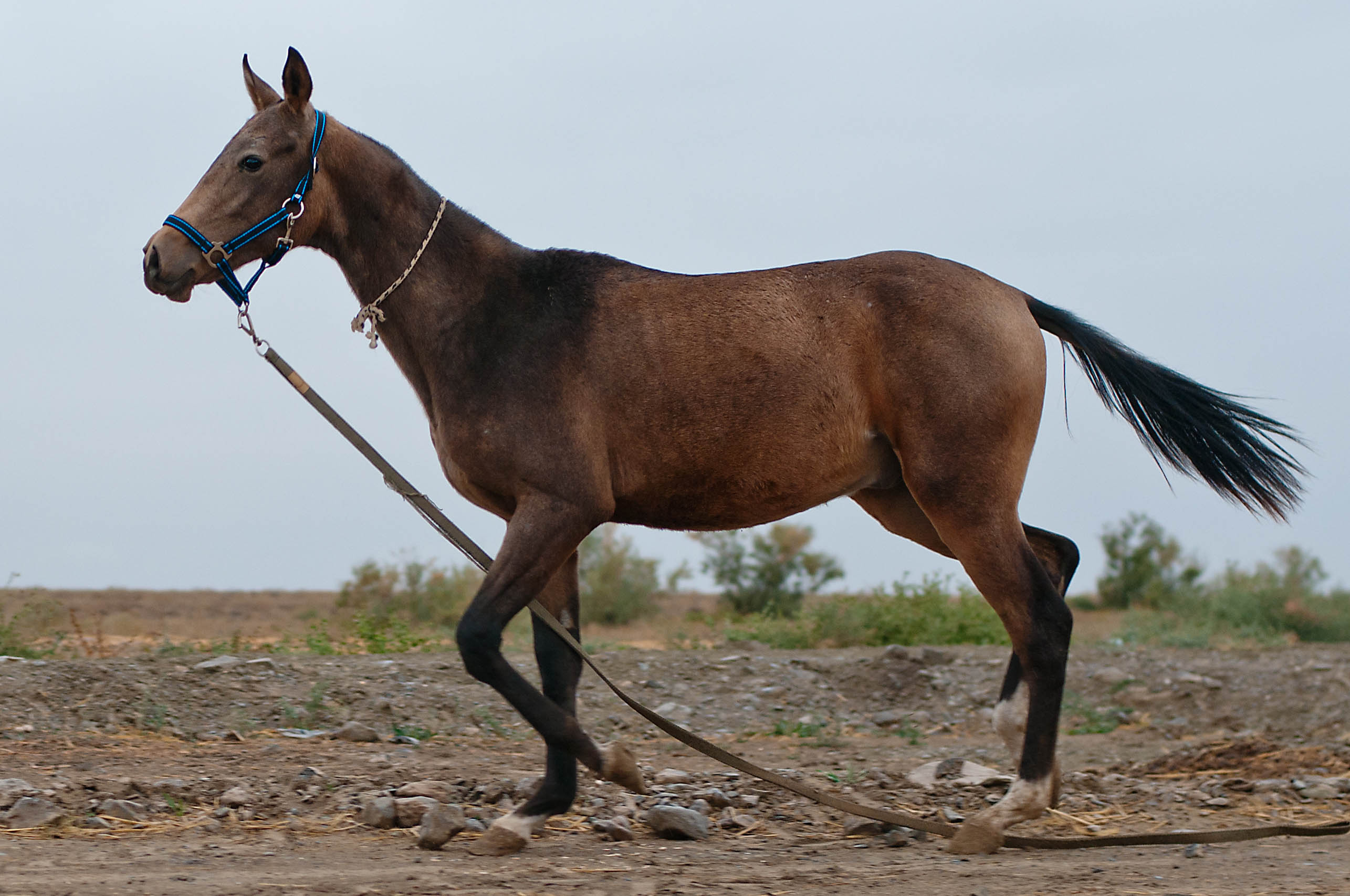
Akhal-Teke loài được cho rằng chính là Hãn huyết mã của Đại Uyển

Ngựa Đại Uyển (tiếng Trung Quốc: 大宛馬/宛馬, Đại Uyển mã) hay ngựa Fergana là một giống ngựa ở vùng Trung Á tại vùng Đại Uyển (Ferghana) và được lưu truyền trong sử sách của Trung Quốc gắn với cuộc chiến Thiên Mã mà giống ngựa này là nguyên cớ của cuộc chiến, theo đó, Vùng Đại Uyên thời cổ nổi tiếng với nhiều giống ngựa tốt trong đó có giống ngựa đen mõm trắng có một vệt trắng dọc giữa khuôn mặt và chân chấm trắng (ô vân đạp tuyết) rất được các vị vua của nhà Hán ham thích, giống ngựa này cũng được ca tụng ở Việt Nam thời phong kiến và được gọi là Thiên Mã.

## Huyền thoại

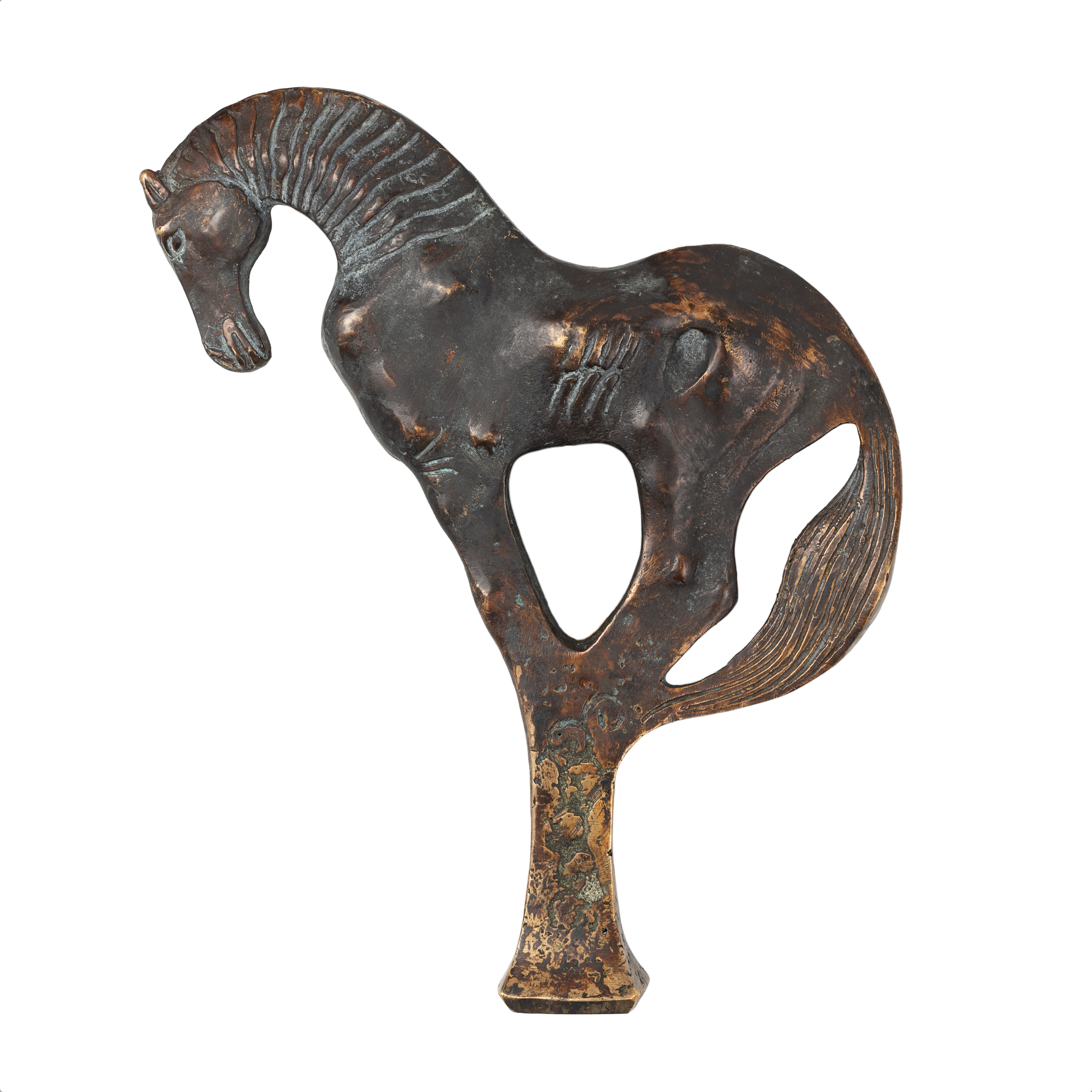
Đỉnh trang trí bằng đồng mạ vàng nghi lễ, Ngựa Fergana, có niên đại từ thế kỷ 4-1 TCN: Một biểu tượng hình chữ V của tốc độ và chiến thắng.

Giống ngựa xứ Đại Uyển sống trên các đỉnh và sườn núi cheo leo, gọi là Thiên mã (ngựa trời), người ta không thể bắt được mà chỉ có thể dụ cho lai giống để nuôi ngựa con mà dùng, loài ngựa con ấy người Trung Hoa gọi là thiên mã tử (天馬子) hoặc giống ngựa mồ hôi đỏ như máu, dai sức và khỏe tuyệt trần, mà người Trung Hoa gọi là Hãn huyết thần câu hay Hãn huyết mã (chữ Hán: 汗血馬). Loại ngựa này có liên quan với ngựa Akhal-Teke ở Trung Á.

## Lịch sử
Vùng Đại Uyển thời cổ nổi tiếng với nhiều giống ngựa tốt, trong đó có giống ngựa đen mõm trắng có một vệt trắng dọc giữa khuôn mặt và chân chấm trắng. Theo Sử ký Tư Mã Thiên, quyển 123, Liệt truyện 63 - Đại Uyển liệt truyện, thì niên hiệu Kiến Nguyên đời Hán Vũ đế (140-87 tr. CN), Trương Khiên đương làm quan lang được cử đi sứ Tây vực, qua các nước Nhục Chi, Hung Nô thì nghe ngóng dò xét biết được về phía tây-nam nước Hung Nô, có nước Đại Uyển, cách đất Hán ước chừng một vạn dặm, nằm trên đường qua Đại Nhục Chi, nhận thấy ở nước Đại Uyển (Fergana, phía nam Sogoliané) có một giống ngựa rất hung hăng, gọi là hãn huyết mã (ngựa mà mồ hôi đỏ như máu).
Hán Vũ đế nghe nói nước Đại Uyển có giống ngựa tốt gọi là Hãn Huyết mã, sai sứ đi hỏi mua. Nhưng quốc vương Vô Quả cậy mình ở nơi xa xôi, tỏ ra ngạo mạn, còn sứ giả Xa Lệnh cậy mình đến từ nước lớn, nhân căm tức mà có hành vi vô lễ. Xa Lệnh bị giết, tài vật đều bị cướp sạch. Võ đế bị nhục, phái ngay 30 vạn quân do Lý Quảng Lợi tấn công Đại Uyển, ba năm chiến đấu mới tới được kinh đô của Đại Uyển. Năm Thái Sơ đầu tiên (104 TCN), Hán Vũ đế phong Lý Quảng Lợi làm Nhị Sư tướng quân, soái 6000 kỵ binh, mấy vạn bộ binh tấn công vương đô Nhị Sư của nước Đại Uyển, hòng giành lấy ngựa Hãn Huyết (cuộc chiến Thiên Mã). Lý Quảng Lợi chọn lấy mấy chục thớt ngựa thượng đẳng, hơn 3000 thớt ngựa trung đẳng, lập 1 người có quá khứ thân cận với nhà Hán là Muội Thái Vi làm quốc vương, rồi khải hoàn ban sư.

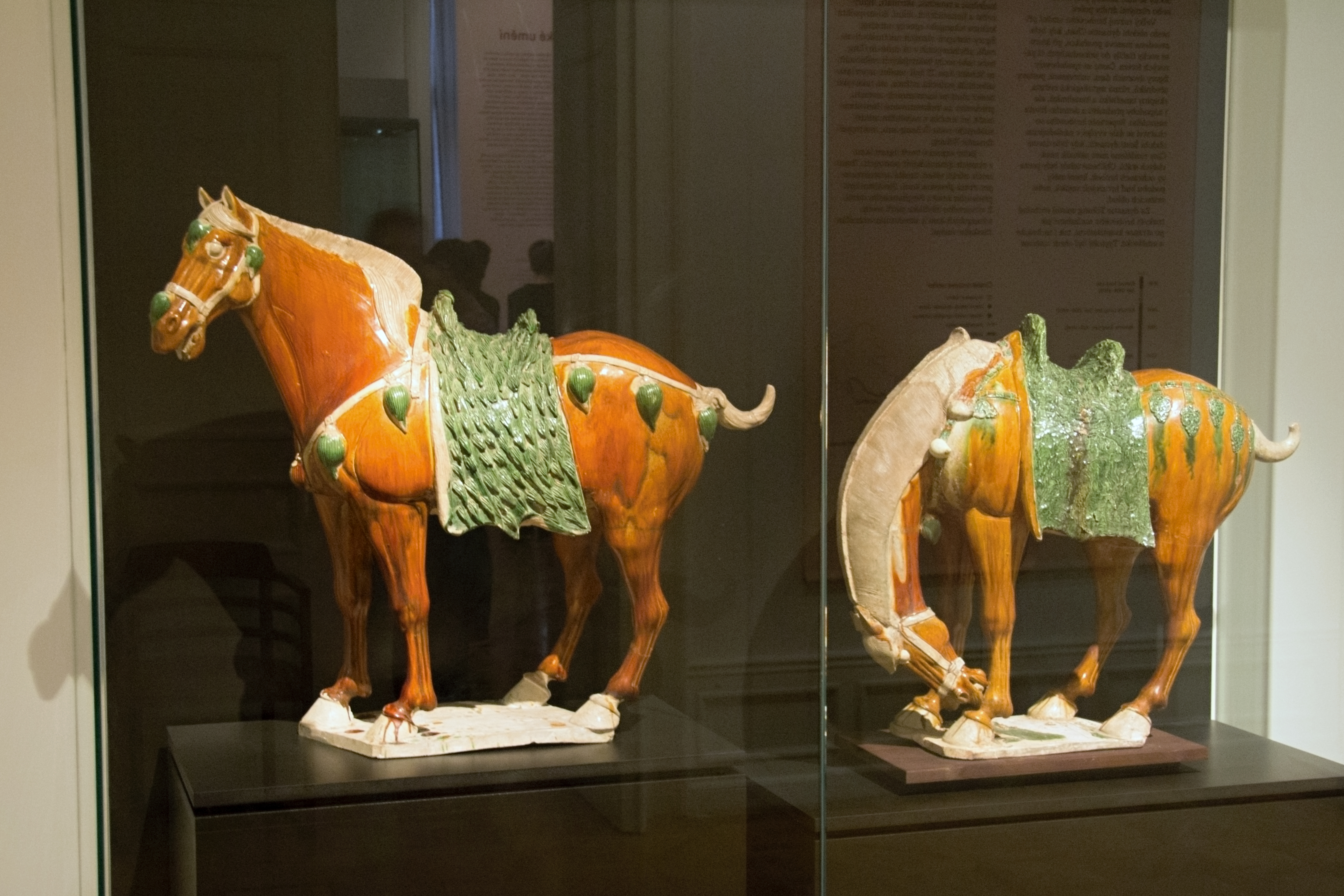
Tượng ngựa Đại Uyển thời Đường, đầu thế kỷ thứ 8

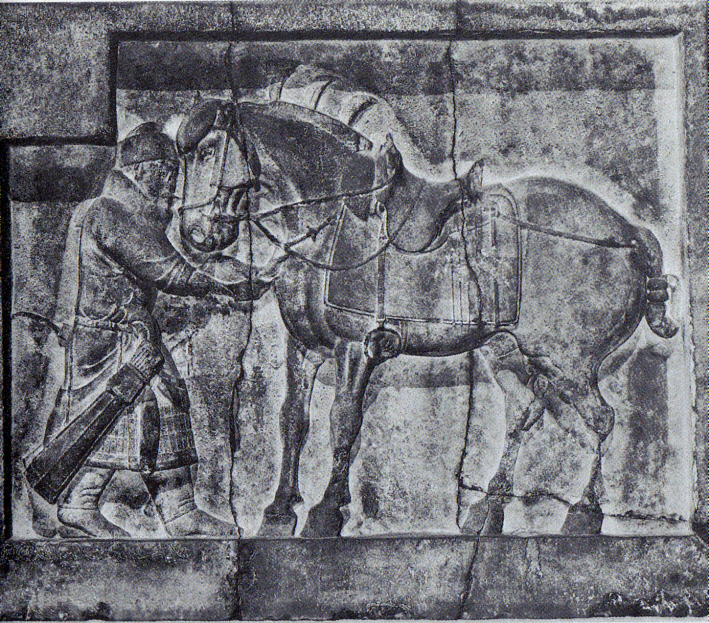
Điêu khắc một trong những con ngựa của Hoàng đế Đường Thái Tông tại Lăng tẩm hoàng gia Minh-Thanh, khoảng năm 650

Nhu cầu dùng kỵ binh đã khiến triều đình Trung Hoa phải mua rất nhiều ngựa từ nước ngoài vì luôn luôn phải đối phó với những giống rợ miền bắc mà ngựa bản địa của người Trung Quốc thì kém xa ngựa của kẻ thù. Vua Hán Võ Đế lại sai người đi tìm mua các giống thiên mã (heavenly horses) và năm 138 trước CN đã sai Trương Kiềm công du, đem về nhiều tin tức thu thập được trong chuyến viễn hành đặc biệt là về giống "hãn huyết mã" (blood-sweating horses) của vùng Ferghana ở Trung Á (nay thuộc về Uzbekistan, Tajikistan, và Kyrgyzstan). Giống ngựa này bị một loại ký sinh có tên là Parofiliaria multipupillosa khiến cho khi chạy nhanh mồ hôi toát ra có trộn lẫn máu. Theo mô tả, giống ngựa này chính là tổ tiên của giống Turanian và Akhal-Teke ngày nay.
So sánh với những giống ngựa mà Trung Hoa có thời kỳ đó, giống ngựa Đại Uyển (Ferghana) cao to hơn nhiều. Chính vì thế, một mặt Võ Đế muốn có những ngựa tốt dùng trong quân đội, mặt khác lại đi tìm thiên mã, thần mã mong được cưỡi lên núi Côn Lôn. Ông sai đại tướng Lý Quảng Lợi đem 6000 kỵ binh, 20.000 lính sang cướp ngựa. Tuy nhiên chiến dịch này không thành công và tướng sĩ nhà Hán chết gần hết. Ba năm sau, ông lại sai Lý Quảng Lợi đem 60.000 quân với 30.000 con ngựa, dẫn theo một đoàn gia súc 100.000 con để làm thực phẩm. Lần này họ Lý đem về được 50 con hãn huyết mã và khoảng 1000 con ngựa giống. Cũng trong chiến dịch đánh Ferghana, Trương Kiềm đã đi qua nước Ô Tôn (Wusun) là nơi cũng có nhiều ngựa tốt, lai giữa giống ngựa Ferghana với ngựa Mông Cổ.
Ở Việt Nam, trong tàu ngựa của vua Minh Mạng lại có con Thiên Mã thuộc giống ngựa Trung Đông thuần chủng Ả Rập, theo tích cũ con Thiên Mã là con ngựa từ nước Tây Vực (Apganistan hiện nay) được nhập vào trong tàu ngựa của Hoàng đế năm 1830, con Thiên Mã thuộc giống ngựa Trung Đông thuần chủng Ả Rập. Vua Minh Mạng đã ban du phong chức cho con Thiên Mã như sau: "Ta đã sai dong yên ngồi cưỡi, chạy nhanh như chớp gió, thật vượt mức trong các loài ngựa có bốn nước đại và ba đợt nhảy cao, lại cao siêu hơn loài ngựa có chín đức tính tốt và tám thứ ngựa giỏi, nên ban cho tên đẹp để tỏ cái đức con ngựa quý, nay gọi trên là Đại Uyển Long Tuấn". Tuy nhiên chiến mã cũng như tướng quân, nơi lập công, thể hiện tài năng là chiến trận. Dù tài giỏi đến mấy nhưng chỉ để phục vụ thú vui của một người dù là một ông vua thì cũng phí hoài. Con Thiên Mã dù được phong quan tiến chức thì cũng là một thứ đồ chơi hoài phí

## Thơ Đỗ Phủ
Sau này, Đỗ Phủ có bài thơ: Phòng binh Tào Hồ mã (Ngựa Hồ của ông Tào binh Phòng) có mô tả về giống ngựa này
Hồ mã Đại Uyển danh
Phong lăng sấu cốt thành
Trúc phê song nhĩ tuấn
Phong nhập tứ đề khinh
Sở hướng vô không khoát
Chân kham thác tử sinh
Kiêu đằng hữu như thử
Vạn lý khả hoành hành
Có nghĩa là:
Con ngựa Hồ nổi tiếng là giống Đại Uyển
Xương gầy gò như làm bằng cạnh cây mác
Hai tai dựng đứng như lá tre
Bốn vó nhẹ nhàng như hơi gió
Hướng tới vùng cao rộng mênh mông
Thực sẵn sàng phó mặc cho sống chết
Có chạy vùn vụt như thế
Thì mới tha hồ vùng vẫy muôn dặm

## Lý giải
Loài ngựa này được cho là loài Hãn huyết bảo mã (ngựa ra mồ hôi đỏ như máu) trong truyền thuyết cũng như tiểu thuyết Anh hùng xạ điêu của Kim Dung, bắt đầu bằng việc một chuyên gia người Nhật Bản thông báo phát hiện ra những con ngựa có mồ hôi máu gần núi Thiên Sơn, Tân Cương, Trung Quốc đã gây ra sự xôn xao dư luận. Nhiều ý kiến cho rằng những con ngựa có mồ hôi máu thực chất mắc một loại bệnh hiếm gặp do các ký sinh trùng Parafilaria multipapillosa gây ra trên những cá thể ngựa, và không phổ biến trên bất cứ loài nào khác và hiện có khoảng 3.000 con ngựa mắc bệnh tương tự đang sống ở Turkmenistan, Nga, Kazakhstan và Uzbekistan.